# Antiblemma perornata
Antiblemma perornata är en fjärilsart som beskrevs av William Schaus 1911. Antiblemma perornata ingår i släktet Antiblemma och familjen nattflyn. Inga underarter finns listade i Catalogue of Life.